# Le Bassa et le Marchand
Le Bassa et le Marchand est la dix-huitième fable du livre VIII de La Fontaine situé dans le second recueil des Fables de La Fontaine, édité pour la première fois en 1678.

## Texte
LE BASSA ET LE MARCHAND

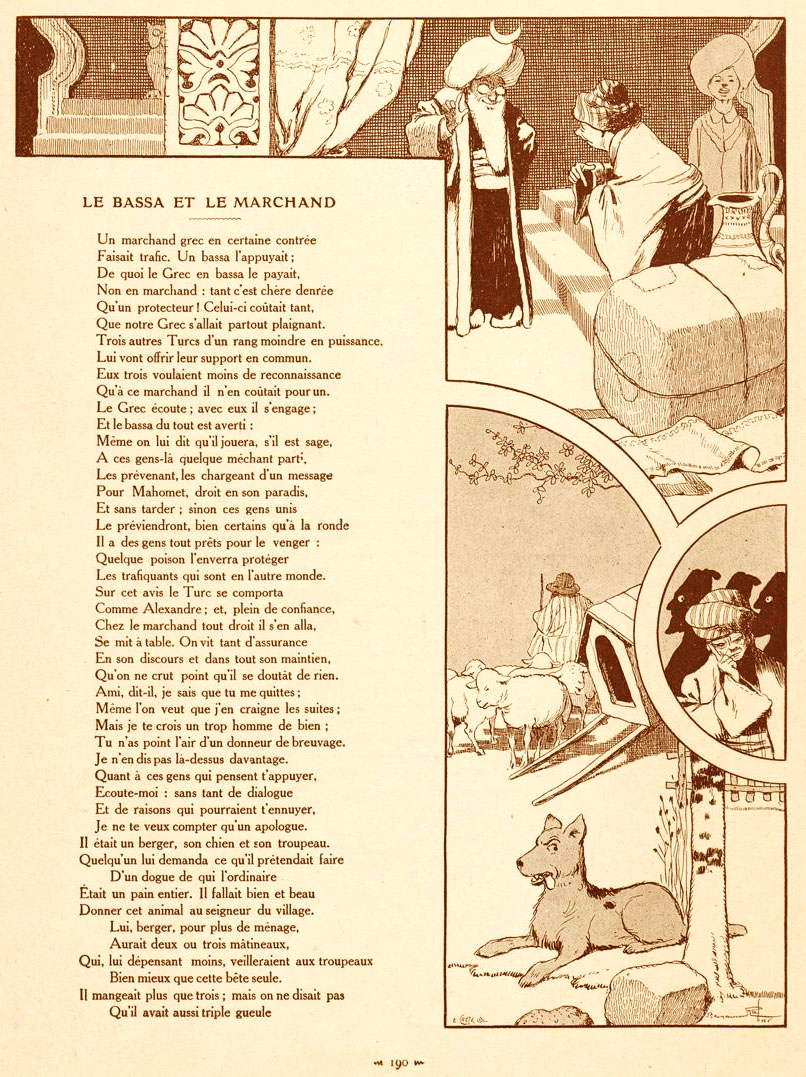
Dessins de Benjamin Rabier (1906)

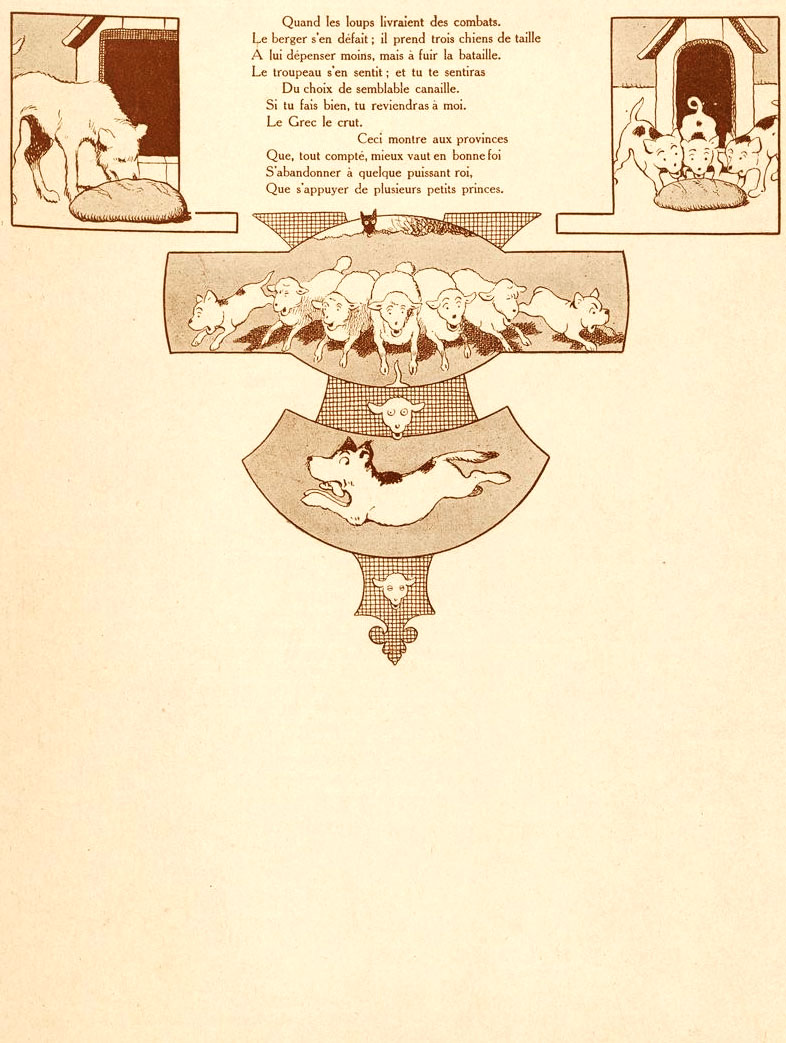
Dessins de Benjamin Rabier (1906)

Un Marchand Grec en certaine contrée

Faisait trafic. Un Bassa l’appuyait ;

De quoi le Grec en Bassa le payait,

Non en Marchand : tant c’est chère denrée

Qu’un protecteur. Celui-ci coûtait tant,

Que notre Grec s’allait partout plaignant.

Trois autres Turcs d’un rang moindre en puissance

Lui vont offrir leur support en commun.

Eux trois voulaient moins de reconnaissance

Qu’à ce Marchand il n’en coûtait pour un.

Le Grec écoute : avec eux il s’engage ;

Et le Bassa du tout est averti :

Même on lui dit qu’il jouera s’il est sage,

À ces gens-là quelque méchant parti,

Les prévenant, les chargeant d’un message

Pour Mahomet, droit en son paradis,

Et sans tarder. Sinon ces gens unis

Le préviendront, bien certains qu’à la ronde,

Il a des gens tout prêts pour le venger.

Quelque poison l’envoira protéger,

Les trafiquants qui sont en l’autre monde.

Sur cet avis le Turc se comporta

Comme Alexandre ; et plein de confiance

Chez le Marchand tout droit il s’en alla ;

Se mit à table : on vit tant d’assurance

En ses discours et dans tout son maintien,

Qu’on ne crut point qu’il se doutât de rien.

Ami, dit-il, je sais que tu me quittes :

Même l’on veut que j’en craigne les suites ;

Mais je te crois un trop homme de bien :

Tu n’as point l’air d’un donneur de breuvage.

Je n’en dis pas là dessus davantage.

Quant à ces gens qui pensent t’appuyer,

Écoute-moi. Sans tant de Dialogue,

Et de raisons qui pourraient t’ennuyer,

Je ne te veux conter qu’un Apologue.

Il était un Berger, son Chien, et son troupeau.

Quelqu’un lui demanda ce qu’il prétendait faire

D’un Dogue de qui l’ordinaire

Était un pain entier. Il fallait bien et beau

Donner cet animal au Seigneur du village.

Lui Berger pour plus de ménage

Aurait deux ou trois Mâtineaux,

Qui lui dépensant moins veilleraient aux troupeaux,

Bien mieux que cette bête seule.

Il mangeait plus que trois mais on ne disait pas

Qu’il avait aussi triple gueule

Quand les Loups livraient des combats.

Le Berger s’en défait : Il prend trois chiens de taille

A lui dépenser moins, mais à fuir la bataille.

Le troupeau s’en sentit, et tu te sentiras

Du choix de semblable canaille.

Si tu fais bien, tu reviendras à moi.

Le Grec le crut. Ceci montre aux Provinces

Que, tout compté, mieux vaut en bonne foi

S’abandonner à quelque puissant roi,

Que s’appuyer de plusieurs petits Princes.
— Jean de La Fontaine, Fables de La Fontaine, Le Bassa et le Marchand, texte établi par Jean-Pierre Collinet, Fables, contes et nouvelles, Gallimard, « Bibliothèque de la Pléiade », 1991, p. 324